# Леумананг
Леумананг — невеликий незаселений острів у провінції Малампа у Вануату. Леумананг є частиною групи Маскелайнських островів біля південної Малекули. 

## Географія
Леумананг розташований неподалік від острова Малекула, другого за величиною острова в країні Вануату. Два сусідніх острова - Арсео і Варо. 